# Marlies Schild
Marlies Schild (Estíria, Áustria, 31 de maio de 1981), é uma esquiadora austríaca de esqui alpino.